# Rock (Worcestershire)
Rock – wieś w Anglii, w hrabstwie Worcestershire, w dystrykcie Wyre Forest. Leży 20 km na północny zachód od miasta Worcester i 181 km na północny zachód od Londynu. Miejscowość liczy 2366 mieszkańców.